# Piloo Sarkari
Piloo Sarkari (nascido em 1927) é um ex-ciclista olímpico indiano. Sarkari representou sua nação nos Jogos Olímpicos de Verão de 1948, em Londres, na prova de perseguição por equipes (4.000 m).